# Saharidj
Saharidj (în arabă الصھاريج) este o comună din provincia Bouira, Algeria.
Populația comunei este de 8.522 de locuitori (2008).